# André Laude
Pour les articles homonymes, voir Laude.
André Laude, né le 3 mars 1936 à Paris (14e arrondissement) et mort le 24 juin 1995 à Paris (20e arrondissement), est un écrivain,  poète et journaliste français.

## Biographie
André Laude est le fils d'Olga Louazon, de famille bretonne, née en 1916 à Aulnay-sous-Bois et qui meurt prématurément en 1938 des suites d'une fausse couche (il raconte dans son poème 53 polonaises que sa mère s'appelle Olga Katz, est d'origine juive polonaise, et est morte à Auschwitz). Son père est Ferdinand Laude, ancien mineur dans le Nord et d'origine occitane. Son enfance, marquée par la guerre, est peu connue, car André Laude n'a jamais donné de détails. Son père se remariera et l'enfance de André Laude se passe à Aulnay-sous-Bois.
Il cesse ses études en 1953 et deux rencontres vont déterminer ses engagements futurs. Celle avec Serge Wellens le fait entrer dans l'univers de la poésie et de la petite édition, celle avec Michel Donnet l'initie au communisme libertaire et le conduira aux combats politiques qui seront les siens. 
Il fut ensuite critique littéraire au Monde et aux Nouvelles littéraires, chroniqueur photo au Nouvel Observateur à la revue Contrejour et au Point, et anime des débats à la Fnac. Il a co-fondé avec Jean-Michel Fossey la revue poétique Hors Jeu.
André Laude est mort à Paris le  24 juin 1995. 

## Son œuvre
André Laude n’avait qu’une seule passion : la poésie. Il connaissait des milliers de vers par cœur et était à lui tout seul une anthologie. Voici ce qu’il en disait : 
« L’activité poétique pour moi a toujours été liée à l’expérience vécue. J’ai toujours eu pour objectif de rapprocher l’expérience vécue du texte écrit. Je ne conçois pas une poésie qui soit seulement le produit d’une activité mentale. Elle est le produit d’une activité générale qui met en cause l’esprit, les sens, le sexe, la peau, et aussi l’histoire de l’individu, l’histoire collective. Toute mon expérience poétique s’articule autour de cette perspective : la poésie doit changer la vie.  »
Dans le langage il perçoit encore l’aliénation de la culture dominante et il veut y insuffler sa violence pour tenter de donner aux mots ce qu’il pense être leur vrai sens. Alain Bosquet a écrit : « La vertu exceptionnelle d'André Laude est précisément, malgré la brutale clarté de ses textes, de leur garder une charge d'enchantement, de mélodie et de pureté intacte. Le message passe chaque fois, non point parce qu’il est un message, mais parce qu’il en dépasse la portée immédiate. (...) Une sorte de sourde magie et perfection artisanale y sont pour beaucoup. »
Serge Wellens saluera sa mort par ces mots : « Il mourut comme proscrit pour avoir été un trop parfait amant de la liberté. »
À la fin de l'année 2008, les éditions La Différence ont publié un volume regroupant l'intégralité de l'Œuvre poétique de André Laude. Cette édition est le fruit du travail d'un collectif de proches et d'amis à l'initiative de Yann Orveillon et Abdellatif Laâbi. « Ne pas oublier André Laude ! Ultrasubjectif et ultraengagé, avec cette langue d'objurgations et de violences qui se fait aussi bouleversante de dénuement personnel, il a souvent quelque chose de mystérieux dans ses alliances de mots,dans ses références. Et en même temps il écrit avec une pureté et une simplicité persuasives. » écrit Marie-Claire Bancquart sur le site Poezibao. Et Patrice Delbourg : « André Laude était un «riverain de la douleur» dont la voix incandescente et l'inquiétude couleur d'homme épousaient les hésitations de son rythme cardiaque. » dans le Nouvel Observateur.

## Publications

### Poésie
- La Couleur végétale, présentation de Marc Alyn, édition Terre de Feu, collection "Poussière de soleils", 1954
- Nomades du soleil, frontispice de Germaine Normand, édition Paragraphes, Paris, 1955
- Pétales du chant, Les Cahiers de l'Orphéon, Aulnay-sous-Bois, 1956
- Entre le vide et l'illumination, Les Nouveaux Cahiers de Jeunesse, Bordeaux, 1960 (prix Découverte Poésie)
- Dans ces ruines campe un homme blanc, Guy Chambelland, Paris, 1969 (prix Pont-de-l'Épée-Saint-Germain 1968)
- Occitanie, premier cahier de revendications, itinéraire pour une libération, P.J. Oswald, 1972
- L'Assassinat de Baltard, Solo de clairon pour Baltard, préface de Marc Pellerin, en vis-à-vis de photographies de Jean-Claude Gautrand (destruction des anciennes Halles de Paris), Formule 13 éditeur, 1972
- Rythme cardiaque, dessins de Fassianos, plaquette hors commerce, 1973
- Le Bleu de la nuit crie au secours, image de Corneille, Subervie, Rodez, 1975 (prix Ilarie Voronca)
- Testament de Ravachol suivi de Corps interdit et de Bannière de colère, image de Corneille, Plasma, 1975
- Free People, poèmes accompagnant les photographies de Bernard Gille, Bourg–Bourger, Luxembourg, 1976
- Vers le matin des cerises, dessins originaux de Corneille, éditions Saint-Germain-des-Prés, 1976
- Ticket de quai, Ivry, 1977
- Mandeville illustré par quarante-deux poètes, préface de Luc Berimont (Danemark: Éditions J.C. Sorensen). 1978 (Il fait partie des 42 poètes ayant collaboré)
- 19 lettres brèves à Nora Nord, illustration de Marc Pessin, éd. le Verbe et l'empreinte, 1979
- Un temps à s'ouvrir les veines, Les Éditeurs français réunis, collection "Petite Sirène", Paris, 1979
- Comme une blessure rapprochée du soleil (« Anthologie première » d'André Laude : poèmes suivis entre autres de « Je suis un vieux peau-rouge qui ne marchera jamais dans une fille indienne » et de « Almanach »), cinq encres de Corneille, La Pensée Sauvage, collection "La Peau des mots", 1979
- « La fleur parmi les ruines » in Liberté couleur d'homme, édition Encre, collection "Brèches", Paris, 1980
- Riverains de la douleur, avec une peinture et des dessins de Corneille, Verdier, Paris, 1981
- 53 Polonaises, avec une illustration de Roman Cieslewicz et une quatrième de couverture d'Hubert Nyssen, Actes Sud, 1982
- Roi nu roi mort, avec trois illustrations d'Alain Bourbonnais, La Table rase, Cesson-la-forêt, 1983
- L’Œuvre de chair, couverture de Roland Topor, Arcantère / Écrits des forges, 1988
- Mémoires fixes 1977–1987, éd. Jean-Philippe Jourdrin (photographe), Créteil, 1989
- Rituels 22, frontispice de Serge Hanesse, La Table Rase / Le Noroït, 1989
- Journaux de voyage, Albatroz, collection Poésie palmipède, 1990
- Feux Cris et diamants, avec deux encres de Fassianos, Albatroz, collection Poésie palmipède, 1993
- Journal d'un voyage au Maroc, édition Fragments, Paris, 1993

### Œuvre complète
- Œuvre poétique, avant-dire d'Abdellatif Laâbi, préface de Yann Orveillon, La Différence, 2008

### Récits
- Joyeuse apocalypse, Stock, 1973
- Rue des Merguez, Plasma, 1979
- Liberté couleur d'homme, essai d'autobiographie fantasmée sur la terre et au ciel avec figures et masques, Encre, 1980, collection Brèches

### Essais
- Le Petit livre rouge de la révolution sexuelle, avec Max Chaleil, Nouvelles éditions Debresse, 1969
- Corneille, le roi-image, éditions S.M.I., 1973, collection L'Art se raconte
- Flèchemuller, Éditions Atelier Jacob, Paris, 1973
- Le Surréalisme en cartes, Nathan, Paris, 1976
- Corneille d'aujourd'hui, édition Bergström (Suède), 1978
- Irina Ionesco, Bernard Letu, 1979

### Ouvrages pour la jeunesse
- Éléfantaisies, comptines, illustrations de Béatrice Tanaka, L'École des loisirs, 1974, collection Chanterime
- Luli, phoque fugueur, La Télédition, 1975
- Les Aventures de Planti l'Ourson, La Télédition, 1975
- Fééries pour figurines et théière, La Télédition, 1975
- Le Brave Homme et l'arc-en-ciel, La Télédition, 1975
- Tato tête d'œuf, La Télédition, 1975
- Ronge-Tout et Pelucheux, La Télédition, 1975
- Rhinocéros, La Télédition, 1975
- Ivan, Natacha et le samovar magique, La Télédition, 1975
- Animalphabet, couverture et illustrations de J. Ghin, éditions Saint-Germain-des-Prés, 1977
- Joe Davila l'aigle, Casterman, 1980